# Gertrud Kudielka
Gertrud Kudielka (født 6. januar 1896 i Velka Bystrice, Mähren i kejserriget Østrig-Ungarn, død 12. marts 1984, Rønne, Bornholm) var en keramiker, som i det meste af sin karriere arbejdede ved Hjorths Keramikfabrik i Rønne.

## Biografi
Kudielka var oprindeligt uddannet ved Kunstgewerbeschule i Prag (i dag Vysoká škola umělecko-průmyslová) 1920-23. Derefter var hun i en periode på Die Hochschule für Bildende Kunst i Weimar, efterfulgt af et ophold på Hochschule für bildende Künste i Berlin. I årene 1924-28 arbejdede Kudielka hos en stenhugger, men i 1928 fik hun et stipendium til at rejse til Italien, hvor hun tog arbejde hos en keramiker. Efter at have arbejdet ved firmaet Ton-Industri i St. Pölten i Østrig kom hun i 1930 første gang til Hjorths Fabrik. Herefter opholdt hun sig og studerede i en periode i Paris, for endelig i 1935 at vende tilbage til Hjorths Fabrik i Rønne, hvor hun blev indtil 2. Verdenskrig brød ud i 1939.
I 1940 blev Kudielka leder af en mindre keramisk virksomhed i Levin i det tysk besatte Tjekkoslovakiet. I 1944 blev hun indkaldt til arbejdstjeneste for den tyske krigsindsats, men slap med at arbejde som tjenestepige. På grund af sit arbejde for tyskerne blev Gertrud Kudielka efter krigen interneret i ti måneder før hun i 1946 blev frikendt for at være nazist. Som sudetertysker blev Kudielka herefter landsforvist og blev sendt til en flygtningelejr i Tyskland, hvor hun sad i ti måneder under hårde vilkår med sult og sygdom. Fra 1947-49 arbejdede Kudielka ved Greifswalds universitet som gipser, hvor hun bl.a. restaurerede beskadigede modeller af heste og andre dyr. I 1949 flygtede Kudielka til Vesttyskland, hvorfra hun kom videre til Danmark, hvor Hjorths Fabrik havde tilbudt hende at vende tilbage til sit gamle arbejde. Frem til sin pensionering 1964 var Kudielka en central person i Hjorths Fabriks kunstneriske virke. I 1958 blev Gertrud Kudielka dansk statsborger.

### Kunstnerisk betydning
Ved Hjorths Fabrik fik Gertrud Kudielka stor betydning for design og formgivning af produktionen. Hun fremstillede et væld af små figuriner og dyrefigurer i glade farver. Også vaser, fliser og relieffer smykkedes med dyreformer og menneskeskikkelser, der tydeligt trak på traditioner både fra den mähriske folkekunst og fra den syditalienske keramik- og fajanceproduktion. Kudielka medvirkede dermed til at udvikle den bornholmske keramik i en mere spraglet og farveglad retning.
Bornholms Museum har en righoldig samling af Gertrud Kudielkas produktion og har også Kudielkas skitser og personlige papirer i sin samling.

## Literatur
L. Hjorth - keramik gennem 150 år, Bornholms Museum 2006; ISBN 87-88179-72-9.